# スリランカ関係記事の一覧
スリランカ関係記事の一覧（スリランカかんけいきじのいちらん）は、スリランカに関係する記事の一覧。

## 英数字
0~9
- 2004年スリランカ津波列車事故
- 2015年スリランカ大統領選挙
- 2019年スリランカ大統領選挙
- 2022年スリランカ反政府運動

A~Z
- AFCチャレンジカップ2010
- D・A・ラージャパクサ
- D. M. ジャヤラトナ
- G・L・ピーリス
- ISO 3166-2:LK
- .lk
- M.I.A. (歌手)
- R・プレマダーサ・スタジアム
- SSCクリケット・グラウンド

## あ行
- アーサー・C・クラーク
- アジャンタ・メンディス
- アダムスピーク
- アダムスブリッジ
- アッカライパットゥ
- アナガーリカ・ダルマパーラ
- アナンダ・カレッジ
- アーナンダ・クマーラ
- アーナンダ・マイトレーヤ
- アヌラーダプラ
- アヌラーダプラ王国
- アヌラーダプラ空港
- アヌラーダプラ県
- アヌラ・バンダラナイケ
- アハンガマ
- アリヤラトネ
- アレクサンドル・フロポーニン
- アルガムベイ
- アルボムッレ・スマナサーラ
- アントニー・ホーア
- アントン・ウィッキー
- アンパーラ
- アンパーラ空港
- アンパーラ県
- アンバランゴダ
- アンバランゴダ仮面博物館
- イギリス領セイロン
- イスルムニヤ精舎
- イーラム国民民主解放戦線
- イーラム人民革命解放戦線
- イーラム人民民主党
- ヴィクトリア・ダム (スリランカ)
- ウィジャヤ
- ウィジャヤナンダ・ダハナーヤカ
- ウィジャヤバーフ1世
- ヴィハーラ・マハー・デーウィ公園
- ウィリアム・ゴパッラワ
- ヴェッダ人
- ウェリガマ
- ヴェルヴェッティトライ
- ヴェルピライ・プラバカラン
- ウバ (紅茶)
- ウパーリ・ラジャカルナ
- ウバ州
- エア・セイロン
- エサラ・ペラヘラ祭
- エディリシンゲ・セナナヤケ
- エンベッカ寺院
- オオバゲッキツ
- オランダ時代博物館
- オランダ領セイロン
- オリンピックのスリランカ選手団

## か行
- ガールガイドスリランカ連盟
- カタラガマ神殿
- ガダラデニヤ寺院
- カッサパ1世
- カッタンクディ
- カドゥウェラ
- カトゥクルンダ空港
- カトゥナーヤカ
- カルタラ
- カルタラ県
- カルムナイ
- ガンガラーマ寺院
- ガンパハ
- ガンパハ県
- キリノッチ
- キリノッチ県
- キリバット
- キャンディ (紅茶)
- キャンディ (スリランカ)
- キャンディアンダンス
- キャンディ王宮
- キャンディ王国
- キャンディ県
- キャンディ湖
- キャンディ国立博物館
- 教育省 (スリランカ)
- キングココナッツ
- 熊谷アンドリュー
- クマナ国立公園
- グラモダヤ民族芸術センター
- クリケットスリランカ代表
- クルネーガラ
- クルネーガラ県
- クレスキャット・ブールバード
- ケーガッラ
- ケーガッラ県
- ケラニ川
- ケラニヤ
- ケラニヤ大学
- 国防省 (スリランカ)
- 国立ゴール博物館
- 国会 (スリランカ)
- コッガラ空港
- コッルピティヤ
- コーストライン (スリランカ)
- ゴーターバヤ・ラージャパクサ
- コーッテ王国
- ゴール (スリランカ)
- ゴール・インターナショナル・スタジアム
- ゴール県
- ゴールの旧市街と要塞
- ゴール・フェイス・グリーン
- コロンナーワ
- コロンボ
- コロンボ会議
- コロンボ・クリケット・クラブ・グラウンド
- コロンボ県
- コロンボ港
- コロンボ国立博物館
- コロンボ国立美術館
- コロンボ大学
- コロンボ・ターミナス駅
- コロンボ・フォート駅
- コロンボ・モノレール
- コロンボ・ライトレール
- コロンボ・レースコース

## さ行
- サジット・プレマダーサ
- サッカースリランカ女子代表
- サッカースリランカ代表
- サバラガムワ州
- ジェフリー・バワ
- シオン教会 (バッティカロア)
- シーギリヤ
- シナモン・ガーデンズ
- シナモン・グランド・ホテル
- シーマ・マラカヤ寺院
- シリマヴォ・バンダラナイケ
- ジャフナ
- ジャフナ王国
- ジャフナ空港
- ジャフナ県
- ジャフナ諸島
- ジャフナ考古学博物館
- ジャフナ大学
- ジャフナ半島
- ジャフナ要塞
- シャム派
- ジャヤンタ・ダナパラ
- シャングリ・ラ・コロンボ
- ジュニウス・リチャード・ジャヤワルダナ
- ジョージ・ターナー (歴史家)
- ジョン・コタラーワラ
- 新社会主義平等党
- シンハラ語
- シンハラ語訳聖書
- シンハラジャ森林保護区
- シンハラ人
- シンハラ・ハウンド
- シンハラ文字
- 人民解放戦線 (スリランカ)
- 人民統一戦線
- スカーニャ級哨戒艦
- スガサダシュ・スタジアム
- スサンティカ・ジャヤシンゲ
- スジーワ・カマラスリヤ
- スジャータ (女優)
- ストリング・ホッパー
- ストルトフィッシング
- スマトラ島沖地震 (2004年)
- スリー・マハー菩提樹
- スリ・ジャヤワルダナプラ・コッテ
- スリ・ジャヤワルダナプラ総合病院
- スリジャヤワルダナプラ大学
- スリランカ
- スリランカFAカップ
- スリランカ沿岸警備隊
- スリランカ海軍
- スリランカ海軍艦艇一覧
- スリランカ海洋大学
- スリランカ共産党
- スリランカ空軍
- スリランカ軍
- スリランカ憲法
- スリランカ航空
- スリランカ紅茶局
- スリランカ国立病院
- スリランカ最高裁判所
- スリランカサッカー連盟
- スリランカ社会主義平等党
- スリランカ自由党
- スリランカ人民自由同盟
- スリランカ人民戦線
- スリランカ人民党
- スリランカ・スーパーリーグ
- スリランカ政府
- スリランカ大学
- スリランカ・チャンピオンズリーグ
- スリランカ中央銀行
- スリランカ中央銀行爆破事件
- スリランカ鉄道
- スリランカ内戦
- スリランカにおけるLGBTの権利
- スリランカのイスラム教
- スリランカの教育
- スリランカのキリスト教
- スリランカの銀行の一覧
- スリランカの空港の一覧
- スリランカの県
- スリランカの交通
- スリランカの国旗
- スリランカの国章
- スリランカの在外公館の一覧
- スリランカの州
- スリランカの首相
- スリランカの首相の一覧
- スリランカのスポーツ
- スリランカの政治
- スリランカの政党
- スリランカの世界遺産
- スリランカの大統領
- スリランカの中央高地
- スリランカの鉄道
- スリランカの鉄道駅一覧
- スリランカの都市の一覧
- スリランカの仏教
- スリランカの野鳥一覧
- スリランカの歴史上の国の一覧
- スリランカヒョウ
- スリランカ標準時
- スリランカ放送協会
- スリランカ・ムーア
- スリランカ陸軍
- スリランカ料理
- スリランカ・ルピー
- スリランカ連続爆破テロ事件
- スレイブ・アイランド
- スレイブ・アイランド駅
- 西部州 (スリランカ)
- 西部人民戦線
- セイロン (ドミニオン)
- セイロン沖海戦
- セイロン軍発足記章
- セイロン警察記章
- セイロンサンジャク
- セイロン侵攻
- セイロン総督
- セイロン大学
- セイロンティー
- セイロン島
- セシル・バルモンド
- 全セイロン・タミル会議
- ぞうさんペーパー
- ソロモン・バンダラナイケ

## た行
- ダグラス・デバナンダ
- ダッドリー・シェルトン・セーナーナーヤカ
- タミル
- タミル・イーラム
- タミル・イーラム解放のトラ
- タミル語
- タミル語訳聖書
- タミル人民解放の虎
- タミル統一解放戦線
- タミル文字
- ダラダー・マーリガーワ寺院
- ダール
- タンガッラ
- ダンカン・ホワイト
- ダンバデニヤ
- ダンブッラ
- ダンブッラの黄金寺院
- チャンドリカ・クマーラトゥンガ
- 駐日スリランカ大使館
- 中部州 (スリランカ)
- チューラワンサ
- チンタナ・ヴィダナゲ
- ディネーシュ・グナワルダナ
- ディーパワンサ
- ティライヤムパラム・シヴァネサン
- ティリニ・ジャヤシンゲ
- ディンギリ・バンダー・ウィジェートゥンガ
- デガルドルワ寺院
- デヒワラ動物園
- デヒワラ・マウントラビニア
- 統一国民党 (スリランカ)
- 統一人民自由同盟
- 統一人民戦線
- 東京オリンピックセイロン選手団
- 東部州 (スリランカ)
- ドーサ
- トリンコマリー
- トリンコマリー海軍海事史博物館
- トリンコマリー空港
- トリンコマリー県
- トリンコマリー占領 (1782年)
- ドン・スティーヴン・セーナーナーヤカ

## な行
- ナーランダ・カレッジ (コロンボ)
- ナルア・カンダスワミ寺院
- ナワラピティヤ
- ナンダセナ・ペレラ
- 南部高速道路 (スリランカ)
- 南部州 (スリランカ)
- ニゴンボ
- にしゃんた
- 日本とスリランカの関係
- ヌマワニ
- ヌワラ・エリヤ
- ヌワラ・エリヤ県
- ヌワラ・エリヤ・ゴルフクラブ
- ネイヴィー・シー・ホークスFC

## は行
- バーガー人
- バーニー・ヘンリクス
- バスケットボールスリランカ代表
- ハタダーゲ
- ハッガラ植物園
- バッティカロア
- バッティカロア空港
- バッティカロア県
- バドゥッラ
- バドゥッラ県
- パナドゥラ
- パヌサンタ・クレンティラン
- 母なるスリランカ
- バブニヤ
- バブニヤ県
- バレーボールスリランカ男子代表
- バンダーラウェラ
- バンダラナイケ記念国際会議場
- バンダラナイケ国際空港
- バンダラナイケ国際空港襲撃事件
- バンバラピティヤ
- ハンバントタ
- ハンバントタ県
- ハンバントタ港
- ビヴァリー・クレイヴェン
- ピジョン島国立公園
- ヒッカドゥワ
- ピドゥルタラーガラ山
- ヒューナスの滝
- ビリヤニ
- ピンナワラのゾウの孤児園
- フォート (コロンボ)
- プッタラム
- プッタラム県
- プッタラムライン
- ブドゥルワーガラ
- 文化三角地帯
- ベイラ湖
- ペター
- ペラデニヤ植物園
- ペラデニヤ大学
- ヘリタンス・アフンガッラ
- ヘリツアーズ
- ペリヤゴダ
- ペリヤサミ・チャンドラセカラン
- ボーイスカウトスリランカ連盟
- ポイント・ペドロ
- ボガラ黒鉛鉱山
- ボガンバラ・スタジアム
- ポーク海峡
- 北西部州 (スリランカ)
- 北中部州
- 北東部州 (スリランカ)
- 北部州 (スリランカ)
- ホッパー (料理)
- ポルトガル領セイロン
- ボレッラ
- ポロンナルワ
- ポロンナルワ王国
- ポロンナルワ県

## ま行
- マータラ
- マータラ県
- マータレー
- マータレー県
- マイケル・オンダーチェ
- マイトリーパーラ・シリセーナ
- マッタラ・ラージャパクサ国際空港
- マナンピティヤ・ブリッジ
- マハーヴィハーラ
- マハーセーナ
- マハーラ刑務所
- マハー・ラジャ・ヴィハーラ (キャラニヤ)
- マハーワンサ
- マハウェリ川
- マハラガマ
- マヒヤンガナ
- マヒンダ
- マヒンダ・ラージャパクサ
- マヘシュ・ロドリゴ
- マラダーナ駅
- マンナール
- マンナール県
- マンナール湾
- 南アジアサッカー選手権2008
- 民主国民連合 (スリランカ)
- 民主統一国民戦線
- 民族解放人民党
- ムーンストーン (建築)
- ムスリム民族統一同盟
- ムッライッティーヴー
- ムッライッティーヴー県
- ムティア・ムラリタラン
- メインライン (スリランカ)
- モーリス・コーマラウェル
- モナラーガラ
- モナラーガラ県
- モラトゥワ
- モラトゥワ大学
- モンテ・カセム

## や行
- ヤカ
- ヤーラ国立公園
- 野球スリランカ代表
- ユニオン・プレイス
- 良い統治のための統一国民戦線

## ら行
- ラーガマ
- ラッカディブ海
- ラトゥナプラ
- ラトゥナプラ県
- ラトゥナプラ国立博物館
- ラトゥマラナ空港
- ラトナシリ・ウィクラマナカ
- ラトナムSC
- ラナシンハ・プレマダーサ
- ラナトゥンゲ・カルナナンダ
- ラニル・ウィクラマシンハ
- ランカー島
- ランカティラカ寺院
- ランジット・アムヌガマ
- リザナ・ナシカ
- リッチモンド・カレッジ (スリランカ)
- リラヴァティ
- ルフナ
- ルヌガンガ
- ロイヤル・カレッジ・コロンボ
- ロイヤル-トミアン
- ロータス・タワー
- ロバート・ワイマント

## わ行
- ワールド・トレード・センター (コロンボ)